# Synaphosus kakamega
Synaphosus kakamega är en spindelart som beskrevs av Ovtsharenko, Levy och Norman I. Platnick 1994. Synaphosus kakamega ingår i släktet Synaphosus och familjen plattbuksspindlar.
Artens utbredningsområde är Kenya. Inga underarter finns listade i Catalogue of Life.